# Giáo phận Yokohama
Giáo phận Yokohama (カトリック横浜司教区) (tiếng Latinh: Dioecesis Yokohamaensis) là một giáo phận của Giáo hội Công giáo Rôma ở Nhật Bản. Địa giới của Giáo phận bao gồm các tỉnh Kanagawa, Shizuoka, Nagano, và Yamanashi. Nhà thờ chính tòa Thánh Tâm, còn được biết đến với tên gọi Nhà thờ Yamate (tiếng Nhật: 山手教会) là nhà thờ chính tòa của giáo phận.

## Lịch sử
- 1846 - Hạt Đại diện Tông tòa Nhật Bản được thành lập, với tòa giám mục đặt tại Yokohama.
- 1866 - Tòa giám mục được chuyển đến Nagasaki.
- 1876 - Ngày 22/5, Hạt Đại diện Tông tòa Nhật Bản được tách ra thành Hạt Đại diện Tông tòa Bắc Nhật Bản (hiện là Tổng giáo phận Tokyo) và Hạt Đại diện Tông tòa Nam Nhật Bản (hiện là Tổng giáo phận Nagasaki). Trong đó Hạt Đại diện Tông tòa Bắc Nhật Bản quản lí các vùng Hokkaidō, Tōhoku, Kantō và Chūbu, với tòa giám mục đặt tại Yokohama.
- 1877 - Tháng 7, Tòa giám mục được chuyển đến Tokyo.
- 1891 - Ngày 17/4, Hạt Đại diện Tông tòa Hakodate (hiện là Giáo phận Sendai) được thành lập trên diện tích các vùng Hokkaido và Tōhoku tách ra từ Hạt Đại diện Tông tòa Bắc Nhật Bản. Ngày 15/6, Hạt Đại diện Tông tòa Bắc Nhật Bản được nâng cấp thành Tổng giáo phận Tokyo.
- 1912 - Ngày 13/8, Hạt Phủ doãn Tông tòa Niigata (hiện là Giáo phận Niigata) được thành lập trên diện tích 3 tỉnh Toyama, Ishikawa, và Fukui tách ra từ Tổng giáo phận Tokyo.
- 1922 - Ngày 18/2, hai tỉnh Aichi và Gifu được tách ra từ Tổng giáo phận Tokyo để thành lập Hạt Phủ doãn Tông tòa Nagoya (hiện là Giáo phận Nagoya).
- 1937 - Ngày 9/11, Giáo phận Yokohama được thành lập với địa giới gồm 8 tỉnh Kanagawa, Ibaraki, Tochigi, Gunma, Saitama, Yamanashi, Nagano, Shizuoka tách ra từ Tổng giáo phận Tokyo.
- 1939 - Ngày 4/1, Hạt Phủ doãn Tông tòa Urawa (hiện là Giáo phận Saitama) được thành lập trên diện tích 4 tỉnh Saitama, Ibaraki, Tochigi, Gunma tách ra từ Giáo phận Yokohama. Kể từ đó, Giáo phận Yokohama chỉ quản lí 4 tỉnh Kanagawa, Shizuoka, Nagano và Yamanashi.

## Giám mục Giáo phận
- Tiên khởi - Jean-Baptiste-Alexis Chambon (Hội Thừa sai Paris) (1938 - 1940)
- Giám quản Tông tòa - Gioakim Ideguchi Miyoichi (1941 - 1943)
- Giám quản Tông tòa - Lôrensô Toda Tatewaki (1944 - 1945)
- Giám quản Tông tòa - Phêrô Doi Tatsuo (1945 - 1947)
- 2 - Tôma Wakida Asagorō (1947 - 1951)
- 3 - Luca Arai Katsusaburō (1952 - 1979)
- 4 - Stêphanô Hamao Fumio (1980 - 1998)
- 5 - Raphaen Umemura Masahiro (1999 - hiện tại)